# Dendropsophus minutus
Dendropsophus minutus (tiếng Anh gọi là Lesser Treefrog) là một loài ếch thuộc họ Nhái bén.
Loài này có ở Argentina, Bolivia, Brasil, Colombia, Ecuador, Guyane thuộc Pháp, Guyana, Paraguay, Peru, Suriname, Trinidad và Tobago, Uruguay, và Venezuela. Trong tiếng Tây Ban Nha, nó được gọi là ranita amarilla común.
Môi trường sống tự nhiên của chúng là rừng khô nhiệt đới hoặc cận nhiệt đới, rừng ẩm vùng đất thấp nhiệt đới hoặc cận nhiệt đới, rừng ẩm vùng núi nhiệt đới hoặc cận nhiệt đới, xavan khô, xavan ẩm, đồng cỏ nhiệt đới hoặc cận nhiệt đới vùng ngập nước hoặc lụt theo mùa, đầm nước ngọt có nước theo mùa, vùng đồng cỏ, vườn nông thôn, các vùng đô thị, rừng thoái hóa nghiêm trọng, ao, và kênh, mương.

## Hình ảnh

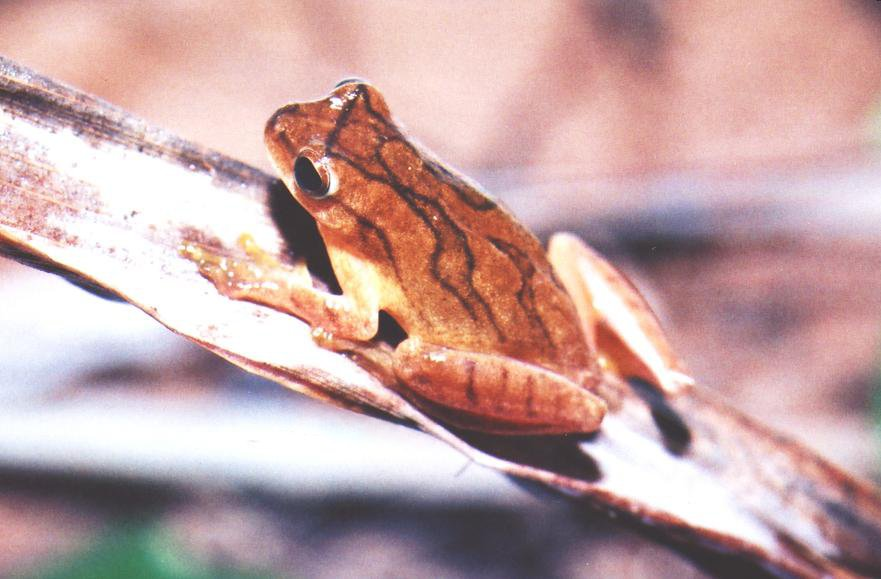
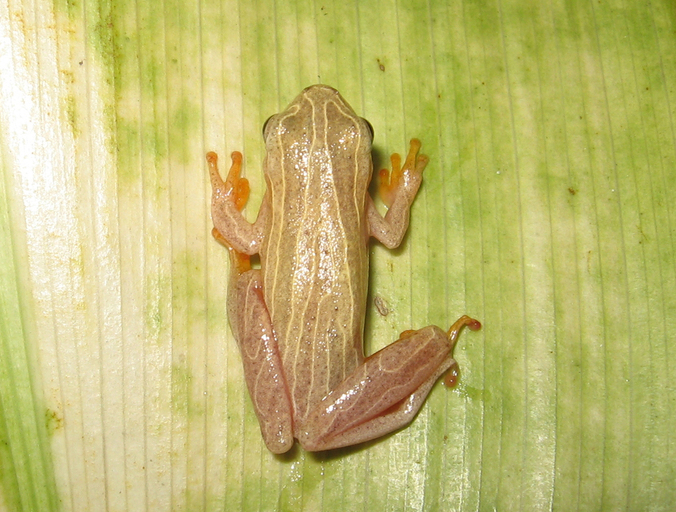
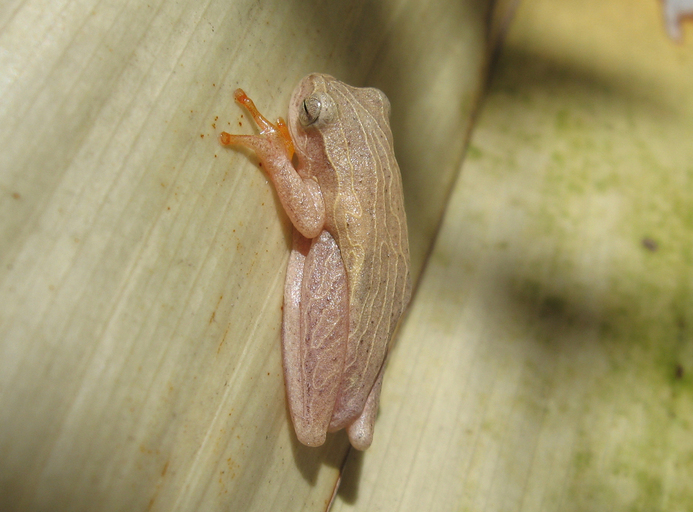
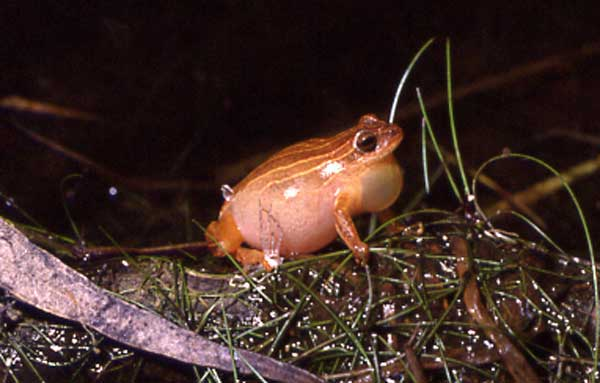